# Ашуг Басти
Ашуг Басти (азерб. Aşıq Bəsti, настоящее имя Бести Кербалайи Байрамали кызы азерб. Bəsti Kərbəlayı Bayraməli qızı; 1836, село Лев, Кельбаджарский район, Российская империя — 1936, Кельбаджарский район, Азербайджанская ССР) — азербайджанская женщина-ашуг XIX — XX веков, один из видных представителей женской ашугской школы Азербайджана.

## Биография
Родившаяся в 1836 году Ашуг Басти — одна из известных женщин-ашугов конца XIX — начала XX веков. Несмотря на то, что отец Басти — Кербалайи Байрамалы запретил дочери получить образование, она отличалась от своих сверстниц своим умом и интеллектом. Рано научилась играть на сазе, с которым регулярно участвовала на ашугских поэтических меджлисах (вечерах), устраиваемых Ашугом Алескером и Ашугом Курбаном из Агдабана.
Жизнь ашуга была полна проблем и испытаний, одной из самых трагических которых была её любовь к 17-18 летнему пастуху, который был убит перед её глазами своим хозяином-беком. После данного случая родители Басти несколько раз пытались выдать дочку замуж, но она так до конца жизни и не создала семью, посвятив себя полностью творческой деятельности. По одной из легенд она ослепла от того, что долго горевала и плакала после смерти возлюбленного, в результате чего её прозвали «Слепая Басти» (азерб. «Kor Bəsti»)..
В конце своей жизни она вернулась в родное село, где и умерла в 1936 году в возрасте 100 лет.

## Творчество
Среди азербайджанских женщин — ашугов, Ашуг Бести была более прославленной, благодаря своим путешествиям по Азербайджану (Басаркечар, Гедабек, Дашкесан и др.), во время которых она состязалась со многими ашугами-мужчинами. Писала ашугские стихи в основном в жанрах баяты, герайлы, гошма и агы. Основной темой стихов поэтессы-ашуга была борьба с несправедливостью и угнетением, борьба за свободу и права азербайджанских женщин. Ашуг Бести также имела много учеников и последователей.

## Стихи
Является автором стихов:
- «Тюльпан» (азерб. «Lalə»)
- «Пастушья гора» (азерб. «Çoban dağı»)
- «Горы» (азерб. «Dağlar»)
- «Знай» (азерб. «Bilginən»)
- «Нельзя» (азерб. «Ay olmaz»)